# Strictly Roots
Strictly Roots est album de reggae de Morgan Heritage sorti en 2015.

## Liste des titres
| No  | Titre               | Durée |
| --- | ------------------- | ----- |
| 1.  | Strictly Roots      | 3:41  |
| 2.  | Child Of JAH        | 4:13  |
| 3.  | Light It Up         | 4:15  |
| 4.  | Rise And Fall       | 4:06  |
| 5.  | Perform And Done    | 3:48  |
| 6.  | So Amazing          | 4:00  |
| 7.  | Wanna Be Loved      | 4:14  |
| 8.  | Why Dem Come Around | 3:16  |
| 9.  | We Are Warriors     | 3:38  |
| 10. | Put It On Me        | 3:45  |
| 11. | Sunday Morning      | 3:57  |
| 12. | Celebrate Life      | 4:21  |

## Récompenses
L'album remporte le Grammy Award du meilleur album de reggae en 2016,.